# Opel Kadett (1936)
Der Opel Kadett war ein Pkw der unteren Mittelklasse der Adam Opel AG mit wassergekühltem 1,1-Liter-Vierzylinder-Reihenmotor und Hinterradantrieb. Er wurde ab Herbst 1936 – anfangs noch zusammen mit dem Vorgänger Opel P4 – im Werk Rüsselsheim hergestellt und war für Opel ein großer Erfolg: 1938 hatte er in seiner Klasse einen Marktanteil von 59 Prozent – bis 1940 wurden 107.608 Fahrzeuge aller Versionen verkauft.
Die Produktion des ersten Modells der Opel Kadett/Astra-Reihe endete kriegsbedingt im Mai 1940. Erst ab Juni 1962 gab es mit dem Kadett A von Opel wieder ein Fahrzeug gleichen Namens.

## Geschichte
Nachdem im Februar 1935 der Olympia und im September 1935 der Opel P4 vorgestellt worden waren, präsentierte der technische Berater der Opel-Verkaufsleitung Heinrich Nordhoff (ab 1948 Generaldirektor des Volkswagenwerkes) im Dezember 1936 den Kadett der Öffentlichkeit.
Nach dem Olympia hatte der Kadett als zweites Opel-Modell eine selbsttragende Karosserie mit zwei oder vier Türen. Die Technik wurde geringfügig verändert übernommen: Der seitengesteuerte Vierzylindermotor stammte aus dem P4, während für die Einzelradaufhängung der Vorderräder eine vereinfachte Ausführung des Dubonnet-Federknies aus dem Olympia adaptiert wurde; hinten gab es ebenfalls eine Starrachse an Blattfedern. (Opel bewarb die „Synchron-Federung“, das heißt beide Achsen seien mit gleicher Eigenfrequenz gefedert). Mit hydraulisch betätigten Trommelbremsen, komplett instrumentiert und serienmäßigem Fahrtrichtungsanzeiger (Winker) wurden der Zweitürer und die Cabrio-Limousine zum gleichen Preis von 2100 Reichsmark (RM) angeboten. Ab Januar 1938 war auch ein viertüriges Modell zum Preis von 2350 RM im Verkaufsprogramm.
Für 1795 RM gab es ab 1938 auch eine zweitürige „Normal“-Limousine mit der Bezeichnung KJ 38, ohne Ausstellfenster, Radkappen, Stoßstangen und Chromzierrat, die vorn mit der einfacheren Starrachse an Blattfedern des Opel P4 ausgestattet war. Der Wagen wurde als Antwort auf den kommenden „KdF-Wagen“ (Volkswagen) auf den Markt gebracht, was von der NS-Führung nicht gern gesehen wurde.
Auf Basis des KJ 38 wurde der Prototyp eines zweisitzigen Kadett-Cabriolet mit dem Namen Kadett Strolch angefertigt. Obwohl nur noch Fotos vorhanden waren, haben Autoliebhaber den Wagen im Jahr 2009 originalgetreu rekonstruiert und stellen ihn auf Oldtimerveranstaltungen aus.
Nach dem Krieg konnte die Fertigung des Kadett, anders als die des etwas größeren Opel Olympia, nicht wieder aufgenommen werden, da die Produktionsanlagen aus Rüsselsheim und Berlin (Werkzeuge der Karosseriefertigung bei Ambi-Budd) als Reparationsleistung nach Moskau in das Werk Moskowski Sawod Malolitraschnych Awtomobilej (MZMA) gebracht wurden, das den Kadett in kaum veränderter Form von 1946 bis 1956 als Moskwitsch-400 weiter baute. Während des Krieges ließ Opel die Fertigungsanlagen der Normal-Limousine für die Produktion eines Viertürers modifizieren, weshalb der Moskwitsch-400 als Pkw nie zweitürig gebaut wurde.

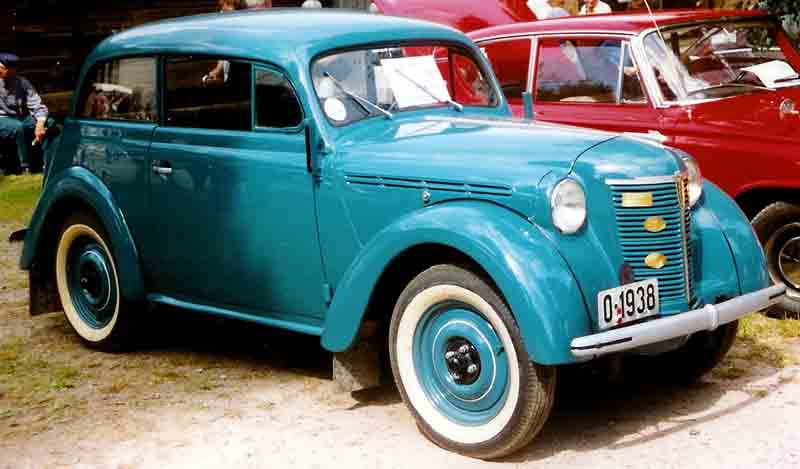
Opel Kadett (1937–1940)
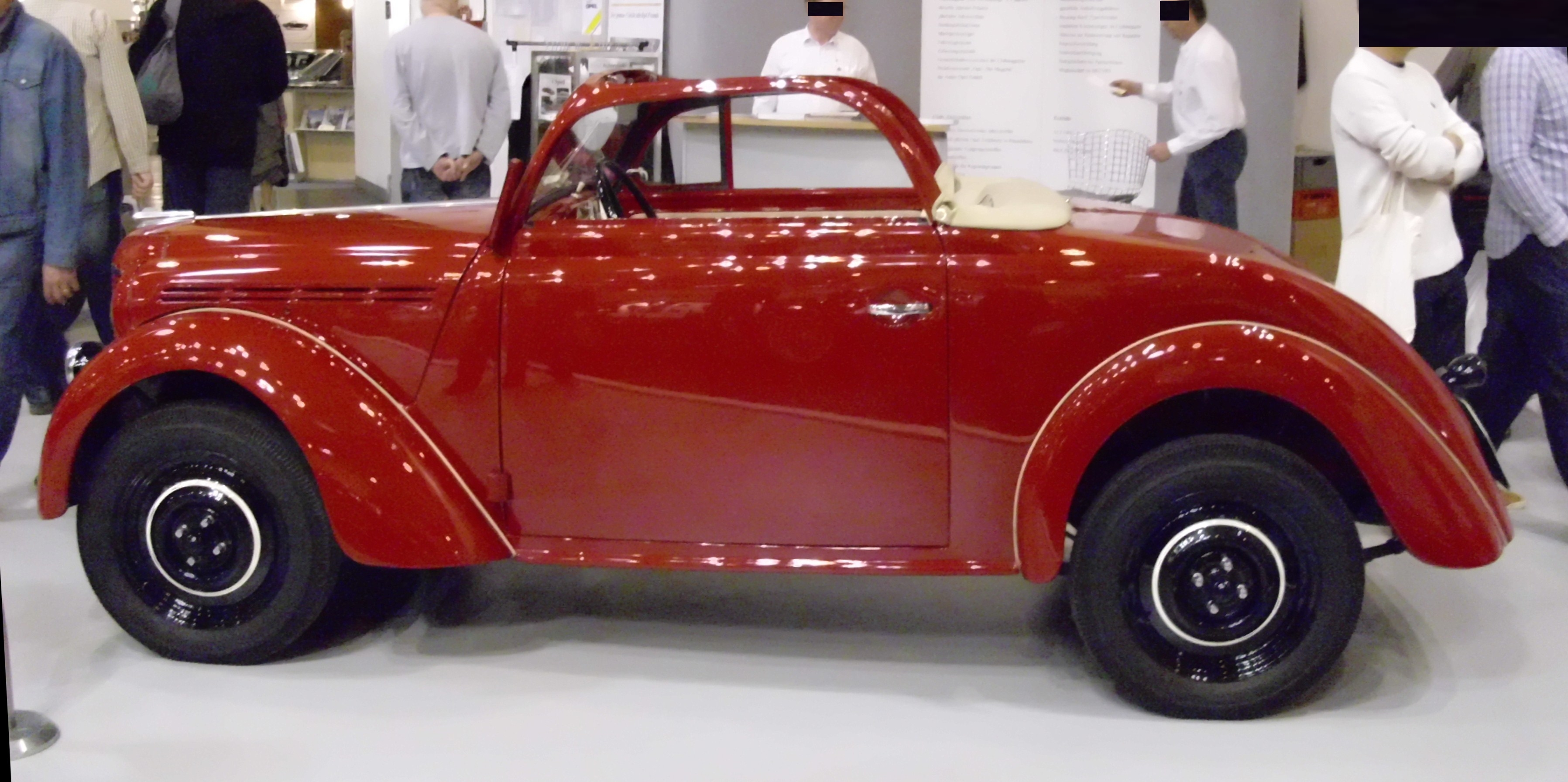
Opel Kadett Strolch (1938)
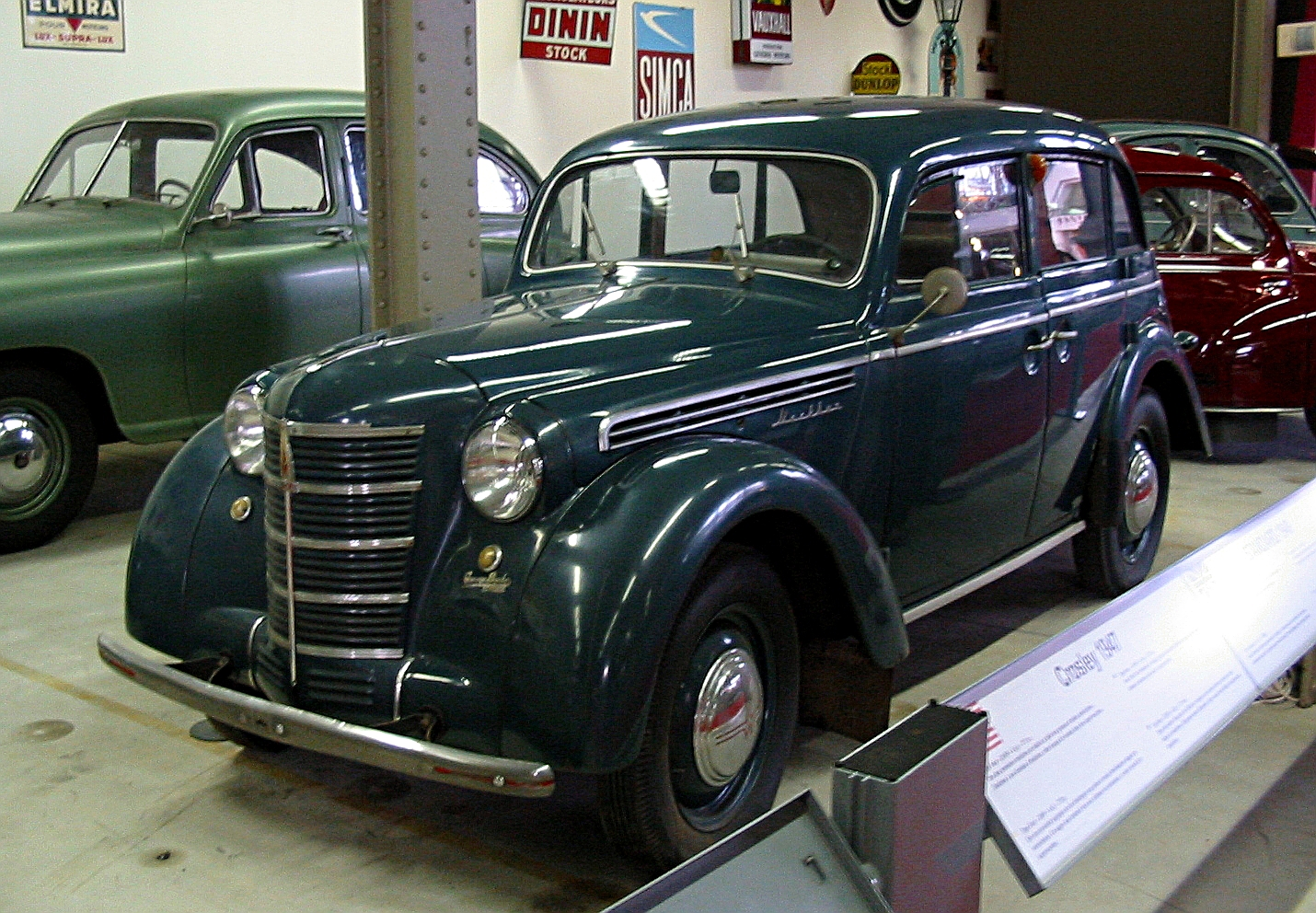
Moskwitsch-400 (1946–1956); eine äußere Ähnlichkeit ist offensichtlich